# 林祥谦
林祥谦（1892年10月19日—1923年2月7日），别名元德，福建省福州府闽县人，二七大罢工工人领袖，中国共产党烈士。其为中国共产党建党后捐躯的第一人。

## 生平

### 早年经历
清光绪十八年八月廿九（1892年10月19日），林祥谦生于福建省福州府闽县尚干。早年的林祥谦曾在村中私塾进学，后随其父林瑞和在马尾一私塾就读。1905年，因无力支付学费，从私塾退学。1906年，林父将林祥谦送进马尾造船厂当学徒。
1912年，林祥谦送胞妹至汉口结婚，受妹夫周连城介绍，到京汉铁路江岸机车车辆修理厂，经考试录用为钳工。1913年冬回乡同陈桂贞结婚。1914年，携全家（父、妻
二弟林元成）来到江岸，居住于江岸车站以西的福建街。后在工作中被推举为福建同乡组织老大。
1921年，中国共产党开始在江岸铁路工人中开展活动，因林祥谦在工人中威望颇高，便加以培养。同年12月，参加中国劳动组合书记部武汉分部，筹备京汉铁路江岸工人俱乐部。1922年1月22日江岸工人俱乐部成立时，林祥谦被任命为财务干事，同时以杨德甫（中国国民党籍）为主任，周天元为庶务干事，曾玉良为交际于事，项英为文书（杨德甫、周天元为湖北帮頭領）。
此后林祥谦在江岸创办工人夜校、并领导工人进行权益斗争，迫使厂方答应了诸如工人病假在14天内照发全薪，14天以上发半薪、废除工人出厂搜身制、取消任意罚款等要求。6月1日，总查票程炎和护车三等巡长姜道生无理殴打并扣押工人黄宝成夫妇。林祥谦得知后立即召开大会，提出惩治凶手、赔款道歉等诉求，路局不答应即罢工。最后路局答应了所有条件。8月，路局又借故开除3名员工，林祥谦号召工人召开集会，要求三天内撤回解雇决定及开除监工厂长，路局最终同意了工人的诉求。
同年秋，林祥谦加入中国共产党。10月，江岸工人俱乐部改名为京汉铁路江岸分工会，林祥谦当选为江岸分工会委员长。
1923年2月1日，作为代表前往郑州参加京汉铁路总工会成立大会，但受到郑州军警阻挠，林祥谦及数名工人最终冲进会场宣告成立。为抗议军阀破坏总工会成立，业已迁入江岸办公的总工会决定于2月4日举行全路总同盟罢工，江岸旋即成为罢工的重心。身为江岸分工会委员长的林祥谦亦被指定为江岸地区罢工的负责人。

### 领导二七大罢工
2月4日上午9时，宣告京汉铁路工人大罢工开始的汽笛在江岸机厂鸣响。次5日，军警抓走江岸车头厂（后江岸机务段）司机并胁迫开车，林祥谦带领纠察队员展开营救，后救出两名司机，但又有五名纠察队员被绑。林祥谦先是遣代表前往扶轮小学（后江岸铁一小，今汉铁小学）谈判，得知代表亦被扣押，其率领2000余名工人围堵扶轮小学迫使张厚生无条件放人。
2月6日，武汉工团联合会组织近万名工人举行声援大会，林祥谦在会上发表演讲，号召坚持罢工。会后又与施洋带领群众举行游行。
2月7日傍晚5时20分，湖北督军府参谋长张厚生率军包围江岸分工会，林祥谦命纠察团與張的部隊作戰，其在房内烧毁文件。后工人纠察团与军警发生冲突，军警开枪门口死伤三十余人，林祥谦遂被逮捕。

### 命殒江岸

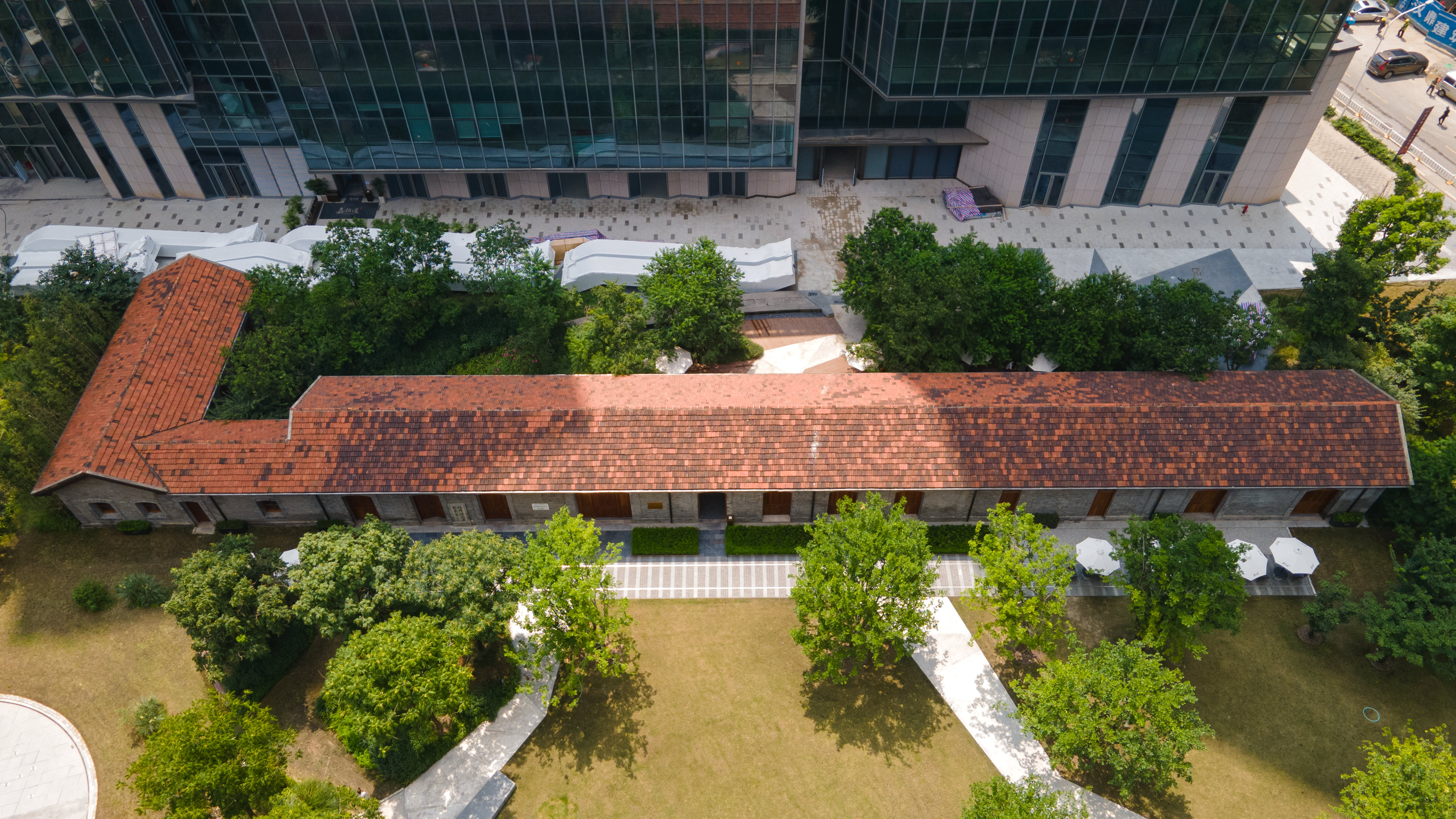
江岸站站房，可见武汉市文物保护单位铭牌及「林祥谦烈士就义处」紀念碑（2023年8月）

当晚，林祥谦被缚于江岸车站站台的电杆上，张厚生逼迫其下达复工命令。被砍7刀后，其仍拒绝下令复工，终被军警砍杀，时年31岁。
|                                                  | “（上略）林君被捕後，也捆在江岸車站，與先捆在電桿上受毒打的工友們在一起。此時張厚生召集警察分所長、車站站長、段長於車站內，並親自提燈，於七八十人中找出林君，回顧吳段長說：‘此人是否工會長？’吳答說：‘是。’張乃立命劊子手割去繩索，迫令林君下‘上工’命，林君不允。張命劊子手先砍一刀，然後再問道：‘上不上工？’ “林君抗聲回答：‘不上！’ “張又命砍一刀，怒聲喝道：‘到底下不下命令上工？’ “林忍痛大呼：‘上工要總工會下令的！但今天既是這樣，我們的頭可斷，工不可上的！’ “張復命砍一刀。此時鮮血濺地，林君遂暈，移時醒來，張獰笑道：‘現在怎樣？’ “林君切齒罵道：‘現在還有什麽話可說！可憐一個好好的中國，就斷送在你們這般混帳王八蛋的軍閥走狗手裏！’ “張等聽了大怒，未待林君說完，立命梟首示眾，一個轟轟烈烈的京漢總工會江岸分會委員長林祥謙君就此慷慨成仁了！” |
| ——恽代英《中國勞動階級鬥爭第一幕》，1925年2月7日 | |

林祥谦死后，张厚生不许家属收殓尸体，致使林祥谦遗体在江岸站站台上曝尸数日。最终在工人交涉下才允许领走遗体。1928年，由工会出资，林祥谦葬回福建老家。

## 後世紀念

### 墓地
位于中国福建省福州市闽侯县祥谦镇枕峰山麓，1960年兴建，1963年初全面竣工并对外开放。1985年被列入福建省文物保护单位。

### 纪念
1951年7月16日，江岸车站召开了以“血债血偿”、“以血还血”为口号的赵继贤公审大会，二七事件中时任京汉铁路局局长的赵继贤被工人群体认为是造成江岸及长辛店惨案的元凶之一。会后赵被毙于江岸站站台上。
1958年，闽侯县尚干区（现祥谦镇、青口镇和尚干镇）为纪念林祥谦而命名为祥谦人民公社。
1983年2月7日，时值二七事件60周年，在已停用的江岸站旧站舍一侧竖立了“林祥谦烈士就义处”石碑，并在江岸站1站台上竖立林祥谦烈士雕像一座，当年4月二者偕同定为武汉市文物保护单位。（由于江岸站在后续缩筑并废止，林祥谦雕像被改置于韦桑东路的变电站内）
2023年2月7日，时值二七事件100周年，在中车长江车辆厂中竖立了林祥谦胸像一座。

## 家人

### 父母
林瑞和（？—1923年），族名其庄，林祥谦父，1912年随林祥谦到江岸做工，原为江岸机厂锅炉工。二七大罢工后随媳陈桂贞移居孝感。当年11月回到江岸机厂要求做工，工头不允并称林祥谦、林元成二人为土匪，林是与工头起口头冲突，终遭工头殴打致死。

### 兄弟
林元成（1895年—1923年），林祥谦弟，小名二利，1912年随林祥谦到江岸做工，原为信阳车站生火工，二七大罢工期间闲居江岸并参与罢工，2月7日在三道街被害。

### 配偶

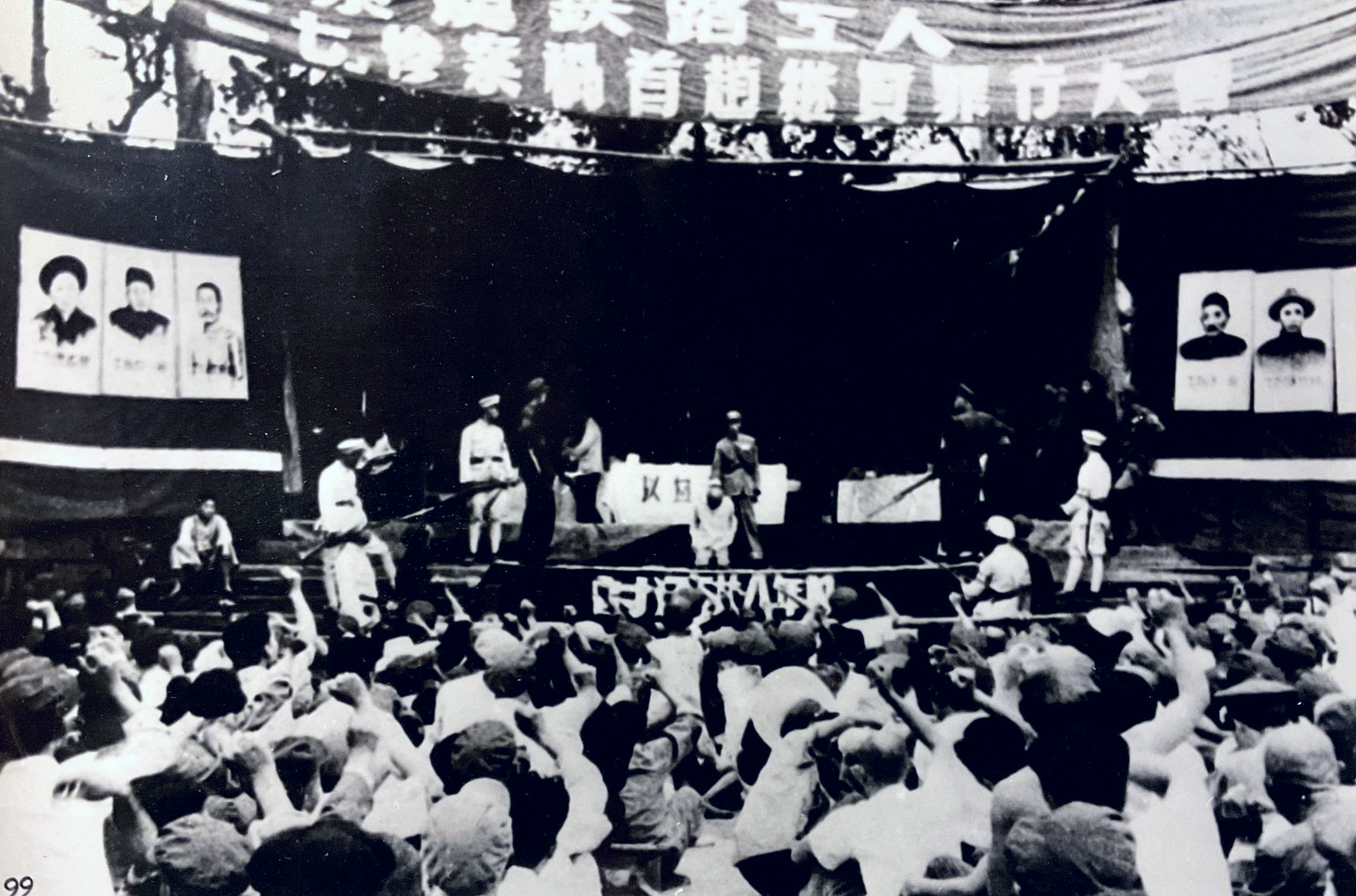
1951年7月，在江岸站接受公审的赵继贤，公审期间陈桂贞曾控诉其罪行。

陈桂贞（1897年—1972年），1914年与林祥谦结婚。1915年来到汉口江岸。“二七”惨案后，她掩埋林祥谦尸体，并在中共党组织帮助下移居孝感，保全遗腹子林冠康生命。1928年，中共党组织派专人以福建同乡会之名义，帮助其偕同其子女护送3口棺木（林瑞和、林祥谦、林元成）回福建老家，安葬三人于枕峰山。1951年7月，回到江岸站，参加公审二七大罢工期间担任京汉铁路局局长赵继贤的大会。1959年，出席全国烈士军属积极分子代表大会，受到中国共产党和国家领导人接见。此后又当选为第二、第三届全国人大代表、福建省政协委员、福建省妇联执行委员，祥谦人民公社副社长等职。1963年加入中国共产党。1972年3月7日，75岁的陈桂贞参加林冠康追悼会，因悲痛过度心脏病发作过世。

### 后人
林祥谦的每一代后人都有在铁路系统工作的传统。
- 长女林汉玉，1931年（一说1928年[11]）因高烧不退、无钱医治最终去世，年仅12岁（一说8岁[11]）。[2]
- 长子林冠康（1923年—1972年），林祥谦遗腹子，幼年与母相依为命。1950年与谢赛玉结婚，1953年加入中国共产党。1961年调入福州铁路分局福州车辆段工作，先为电焊工，后担任段工会副主席，曾多次评为先进生产者。1968年参加国庆观礼并与毛泽东会面。1972年3月6日，因癌症晚期去世，年49岁。[11]
- 儿媳谢赛玉，与林冠康同乡，1950年结婚。尚干乡供销社退休干部，曾任县政协委员。[11]
- 长孙林耀武，1971年进入福州车辆段工作，1973年至长沙铁道学院机械系读书。历任福州铁路分局车辆段副书记、工会主席，福州分局副局长。[14]:432[11]
- 次孙林耀强，曾在省汽车检测中心工作[11]，后在福建日报工作[15]。
- 长孙女林丽钦，工作于福州车辆段。[11]
- 次孙女林丽英，工作于福州车辆厂。[11]